# Artbook

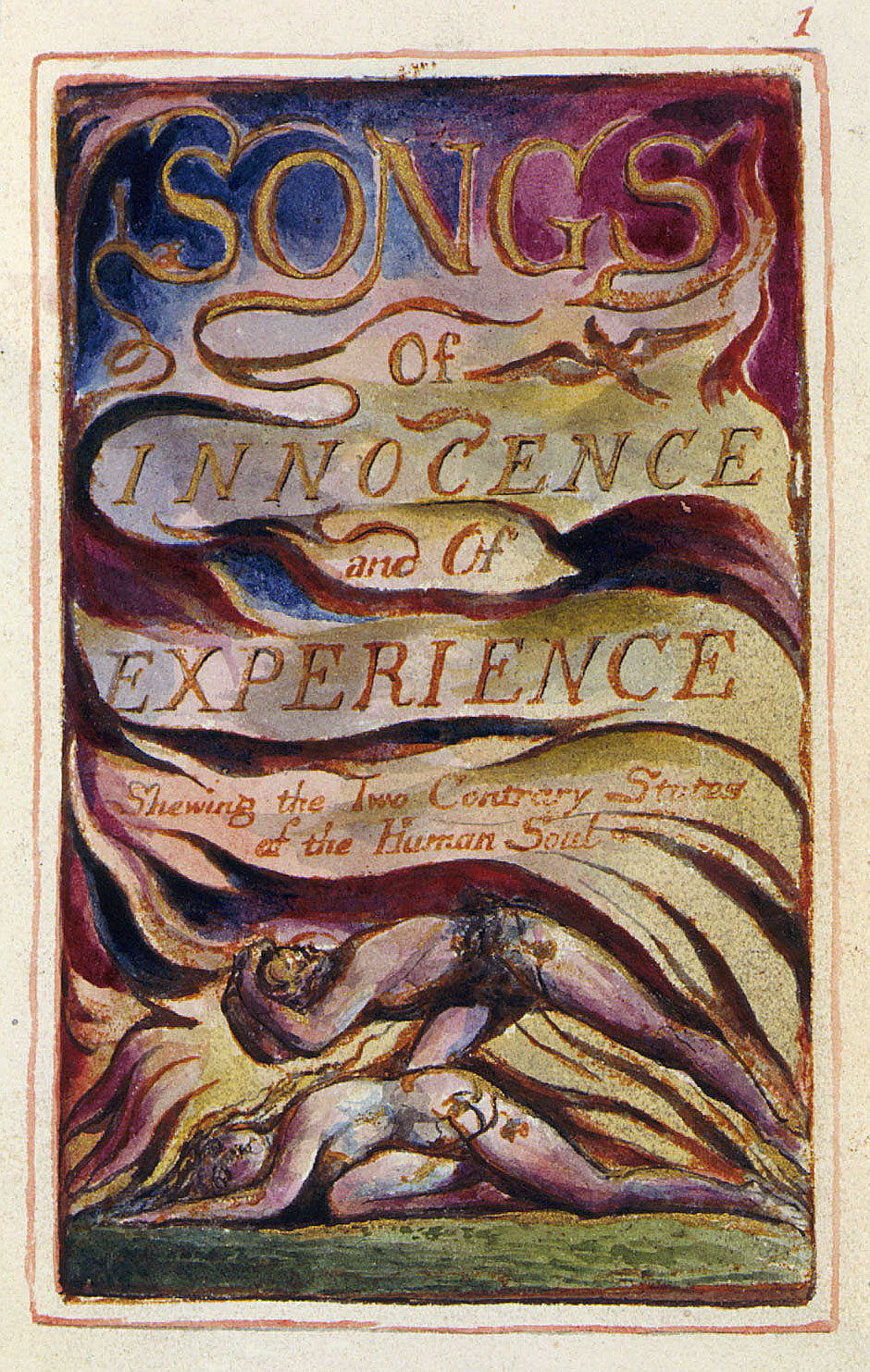
Songs of Innocence and of Experience, copy Z, 1826 (Library of Congress)

Artbook là một bộ sưu tập bằng giấy hay vật liệu khác nữa, nội dung thông thường bao gồm tranh ảnh và đồ họa, được sắp xếp theo một chủ đề xác định. Nó có thể là một tập hợp những bức ảnh nghệ thuật, những bức ảnh chụp từ phim truyền hình hay phim điện ảnh, hay là sưu tập ảnh tác phẩm của một nghệ sĩ nào đó. Trong những năm gần đây, artbook trở nên phổ biến hơn và cũng được sử dụng như một phương tiện quảng cáo cho những quyển truyện tranh hay phim hoạt hình nhiều tập.
Artbook thường có kích thước 24 cm × 30 cm, được in với chất lượng cao.

## Sự hấp dẫn
Artbook từ lâu đã là mục tiêu săn đuổi của các otaku (người hâm mộ cuồng nhiệt anime và manga) như một merchandise. Một số artbook Nhật Bản có tặng kèm một món quà nào đó. Như artbook Naruto tặng một tờ lịch có in hình tất cả các nhân vật, artbook InuYasha có tặng một chuỗi ngọc Inuyasha đeo.

## Việc xuất bản và phát hành Artbook
Trước đây otaku Việt Nam thường phải mua những artbook của Nhật Bản với giá 150.000 đến 250.000 đồng. Rẻ hơn có artbook của Trung Quốc nhưng chất lượng kém hơn và thỉnh thoảng còn có lỗi chính tả, có giá 100.000 đến 200.000 đồng.
Tuy nhiên tới đây nhà xuất bản Kim Đồng sẽ ra mắt hai bộ artbook có bản quyền đầu tiên: One piece và Dragon Ball. Đây sẽ là khởi đầu cho những bộ artbook có bản quyền sau này tại Việt Nam